# Agraylea argyricola
Agraylea argyricola är en nattsländeart som först beskrevs av Friedrich Anton Kolenati 1848.  Agraylea argyricola ingår i släktet Agraylea och familjen smånattsländor. Inga underarter finns listade i Catalogue of Life.